# Nicolae Oaidă
Nicolae Oaidă (Bod, 9 aprile 1933 – Bucarest, 18 gennaio 2025) è stato un calciatore rumeno, di ruolo attaccante.

## Palmarès
- Coppa di Romania: 1

Progresul Bucarest: 1959-1960